# Hole in the Earth
Hole in the Earth (englisch Loch in der Erde) ist ein Lied der US-amerikanischen Alternative-Metal-Band Deftones. Es wurde am 12. September 2006 als erste Single aus dem fünften Studioalbum Saturday Night Wrist ausgekoppelt.

## Inhalt
Hole in the Earth ist ein Alternative-Metal-Song, der von den damaligen Bandmitgliedern Stephen Carpenter, Chi Cheng, Abe Cunningham, Chino Moreno und Frank Delgado geschrieben wurde. Der Text ist in englischer Sprache verfasst. Hole in the Earth ist 4:11 Minuten lang, wurde in der Tonart fis-Moll geschrieben und weist ein Tempo von 206 BPM auf. Produziert wurde das Lied von Bob Ezrin, wobei Shaun Lopez die Produktion des Gesangs übernahm. Gemischt wurde das Lied von Ryan Williams, während Howie Weinberg das Mastering übernahm.
Inspiriert wurde das Lied von den bandinternen Spannungen während der Aufnahmen. Nachdem die Deftones bereits drei Monate an Saturday Night Wrist arbeiteten, verließ Sänger Chino Moreno das Studio und ging mit seinem Projekt Team Sleep auf Tournee. Nachdem seine Bandkollegen ein halbes Jahr lang nichts von ihm hörten, diskutierten sie darüber, entweder Moreno aus der Band zu werfen oder die Band ganz aufzulösen. Moreno erfuhr von den Überlegungen und schrieb wütend den Text zu dem Lied. In einer Zeile singt Moreno, dass er „alle seine Freunde hasst, weil sie keinen Geschmack haben“. Jahre später gab er in einem Interview zu, dass seine Bandkollegen ihn zu dieser Zeit „höchstwahrscheinlich ebenfalls hassten“.
Für das Lied wurde ein Musikvideo gedreht, bei dem Brian Lazzaro Regie führte. Am 5. Dezember 2006 spielte die Band das Lied in der NBC-Late-Night-Show Late Night with Conan O’Brien. Ein Remix von Danny Lohner ist auf den Soundtrack des Films Underworld – Aufstand der Lykaner zu hören.

## Titelliste
CD 1
1. Hole in the Earth – 4:11
2. Hexagram (Live) – 4:10

CD 2
1. Hole in the Earth – 4:11
2. My Own Summer (Shove It) (Live) – 3:45
3. Hole in the Earth (Video)

## Rezeption
Nils Klein vom deutschen Magazin Visions bezeichnete Hole in the Earth als „aufbäumend und überwältigend“ und „einen der stärksten Deftones-Songs bisher“. Rezensent Al vom Onlinemagazin Metal Reviews bezeichnete Hole in the Earth als die beste Deftones-Single seit Change (In the House of Flies). Das Lied kombiniert die „Ambient-Elemente flüssig mit einen stark verzerrten Riffs“.

## Kommerzieller Erfolg

### Chartplatzierungen
| ChartsChartplatzierungen     | Höchstplatzierung | Wochen |
| ---------------------------- | ----------------- | ------ |
| Vereinigtes Königreich (OCC) | 69 (1 Wo.)        | 1      |

### Auszeichnungen für Musikverkäufe
| Land/Region               | Auszeichnungen für Musikverkäufe (Land/Region, Auszeichnung, Verkäufe) | Verkäufe |
| ------------------------- | ---------------------------------------------------------------------- | -------- |
| Vereinigte Staaten (RIAA) | Gold                                                                   | 500.000  |
| Insgesamt                 | 1× Gold ·                                                              | 500.000  |